# Resolutie 501 Veiligheidsraad Verenigde Naties
Resolutie 501 van de Veiligheidsraad van de Verenigde Naties werd met dertien stemmen tegen geen en twee onthoudingen (Polen en de Sovjet-Unie) aangenomen op 25 februari 1982. De Veiligheidsraad stuurde duizend bijkomende manschappen naar de UNIFIL-vredesmacht in Zuidelijk Libanon.

## Achtergrond
Veel Palestijnse vluchtelingen zaten in vluchtelingenkampen in Libanon. Vanhieruit viel de Palestijnse Bevrijdingsorganisatie (PLO) het in het zuiden aangrenzende Israël aan. Dat reageerde met tegenaanvallen in het zuiden van Libanon. De VN-Veiligheidsraad had Israël in resolutie 279 al gevraagd om de soevereiniteit van Libanon te respecteren.
Op 11 maart 1978 kaapten Palestijnse terroristen een lijnbus in Israël, waarbij uiteindelijk 38 burgers omkwamen. Een paar dagen later viel het Israëlisch leger het zuiden van Libanon binnen en bezette gedurende een week het gebied tot aan de rivier Litani. De bedoeling was om de PLO-strijders weg te duwen van de grens.
De Verenigde Naties eisten dat Israël zich terugtrok en zetten de tijdelijke VN-macht UNIFIL op in de streek. Die moest erop toezien dat Israël zijn troepen daadwerkelijk terugtrok en er de vrede handhaven totdat de Libanese overheid haar gezag opnieuw kon doen gelden. Decennia later was de vredesmacht nog steeds ter plaatse.

## Inhoud
De Veiligheidsraad:
- Herinnert aan de resoluties 425, 426, 427, 434, 444, 450, 459, 467, 474, 483, 488, 490 en 498.
- Handelt in overeenstemming met resolutie 498 en in het bijzonder paragraaf °10 waarin de Raad besliste de gehele situatie te bekijken.
- Heeft het rapport van secretaris-generaal Javier Pérez de Cuéllar over de interim-VN-macht in Libanon bestudeerd.
- Neemt nota van de brief van Libanon.
- Heeft de situatie bekeken.
- Bemerkt in het rapport de aanbeveling om de macht met duizend troepen te versterken.

1. Herbevestigt resolutie 425 (1978) die stelt:
2. Beslist de versterking van 6000 tot 7000 troepen goed te keuren.
3. Benadrukt het bestek en de richtlijnen van de macht, in het bijzonder:
a. Dat de macht moet functioneren als geïntegreerde efficiënte militaire eenheid.
b. Dat de macht bewegings- en communicatievrijheid moet genieten.
c. Dat de macht geen geweld mag gebruiken behalve voor zelfverdediging.
d. Dat zelfverdediging ook verzet tegen pogingen om de uitvoer van de taken van de macht te belemmeren omvat.
4. Roept secretaris-generaal de Cuéllar op te proberen het wapenstilstandsakkoord tussen Israël en Libanon van 1949 te reactiveren en daarvoor zo snel mogelijk de wapenstilstandscommissie bijeen te roepen.
5. Vraagt de secretaris-generaal zijn besprekingen met de Libanese overheid en de betrokken partijen voort te zetten en tegen 10 juni te rapporteren over de vereisten om vooruitgang te boeken met het gefaseerde activiteitenprogramma.
6. Besluit op de hoogte te blijven en vraagt de secretaris-generaal binnen de twee maanden te rapporteren over de gehele situatie.

## Verwante resoluties
- Resolutie 427 Veiligheidsraad Verenigde Naties (1978)

Lijst ·  500 ·  501 ·  502 ·  503 ·  504 ·  505 ·  506 ·  507 ·  508 ·  509 ·  510 ·  511 ·  512 ·  513 ·  514 ·  515 ·  516 ·  517 ·  518 ·  519 ·  520 ·  521 ·  522 ·  523 ·  524 ·  525 ·  526 ·  527 ·  528